# Кристиан Ериксен
Кристиан Данеман Ериксен е датски футболист, полузащитник на датския национален футболен отбор. Прави дебюта си за националния отбор през март 2010 г. и става най-младият играч на Световното първенство по футбол в Южна Африка.
През 2011 г. е обявен за датски футболист на годината, талант на годината в Нидерландия и талант на годината на „Аякс“ (награда „Марко ван Бастен“). През 2010/11, 2011/12 и 2012/13 печели Ередивиси с „Аякс“. Преминава в „Тотнъм“ през август 2013 г. за сумата от 11,5 милиона евро. Става играч на годината на „Тотнъм“ през сезон 2013/14. През 2015 г. печели трета поредна награда за датски футболист на годината.
На Европейското първенство през 2021 Кристиан Ериксен колабира внезапно на терена в мача срещу Финландия от Европейското първенство по футбол. Инцидентът се случва преди края на първото полувреме, а мачът е временно прекратен.
В прякото предаване на БНТ се вижда как медиците му правят сърдечен масаж. Той е изнесен след десетина минути в опити да бъде стабилизиран.

## Успехи

### Отборни
Аякс
- Ередивиси (3): 2010/11, 2011/12, 2012/13
- Купа на Нидерландия: 2010
- Суперкупа на Нидерландия: 2013

Интер
- Серия А (1): 2020/21

Манчестър Юнайтед
- ФА Къп (1): 2023/24
- Купа на лигата (1): 2022/23

### Индивидуални
- Талант на годината в Дания (до 17 г.): 2008[6]
- Талант на годината в „Аякс“: 2010/11[7]
- Футболен талант на годината в Нидерландия: 2010/11
- Футболист на годината в Дания (4): 2013, 2014, 2015, 2018